# الاعتراف القانوني بالعلاقات المثلية في سلوفاكيا
لا تعترف سلوفاكيا بزواج المثليين أو الاتحادات المدنية. بالإضافة إلى ذلك، يحظر الدستور زواج المثليين ويعرف الزواج على أنه اتحاد بين رجل وامرأة فقط. تم تقديم مشاريع قوانين للاعتراف بالشراكات المسجلة المثلية 4 مرات، في عام 1997، في عام 2000، في عام 2012 وعام 2018، ولكن تم رفض جميعها.
هناك بعض الاعتراف القانوني بالشركاء المثليين غير المسجلين. إذ يعترف بحقوق محدودة لـ«الشخص المقرب» (بالسلوفاكية: blízka osoba)‏ بموجب القانون المدني والجنائي.
وعلاوة على ذلك، ووفقاً لحكم محكمة العدل الأوروبية في يونيو/حزيران 2018، فإن حالات زواج المثليين التي يتم عقدها في الدول الأعضاء في الاتحاد الأوروبي التي أقرت زواج المثليين يتم الاعتراف بها في سلوفاكيا، ويجب منح الأزواج المثليين حق الإقامة الكاملة. وينطبق هذا فقط إذا كان أحد الشريكين على الأقل مواطناً في الاتحاد الأوروبي وإذا تم تنفيذ الزواج في دولة عضو في الاتحاد الأوروبي. أعلنت السلطات السلوفاكية بسرعة الامتثال للحكم.

## المساكنة غير المسجلة
منذ عام 2018، أقر القانون المدني والجنائي السلوفاكي بأن "الشخص المقرب"، يعرف بأنه أخ أو زوج؛ يعتبر فرد من العائلة أو أي شخص في علاقة بموجب القانون "شخصًا مقربًا "إذا كان الشخص الآخر يعاني من إصابة يشعر بها بشكل معقول على أنها إصابة تعرض لها أو أصيب بها." يتم منح حقوق محدودة فقط، وبالتحديد في مجال الوراثة.

## الشراكة المسجلة
في عامي 2008 و 2009، أطلقت جمعية للدفاع عن حقوق المثليين «مبادرة الآخرين» (بالسلوفاكية: Iniciatíva Inakosť)‏ حملة توعية عامة للاعتراف بشراكات الحياة المسجلة (بالسلوفاكية: životné partnerstvo)‏ بين الشركاء المثليين. في يناير 2008، التقى نشطاء حقوق المثليين مع نائب رئيس الوزراء، دوشان تشابلوفيتش، لمناقشة هذا الاقتراح. وطوال عام 2008، عقدت جمعية للدفاع عن حقوق المثليين «مبادرة الآخرين» أيضًا عددًا من المناقشات العامة حول الشراكات المسجلة. ودعم حزب الخضر الشراكات المسجلة للشركاء المثليين والشركاء المغايرين.
في مارس 2012، أعلن حزب الحرية والتضامن ذو التوجه الليبرالي أنه سيقدم مشروع قانون حول الشراكات المسجلة. في 23 أغسطس، تم تقديم مشروع قانون الشراكة المسجلة إلى البرلمان، والذي كان من شأنه أن يمنح الشركاء المثليين حقوقًا والتزامات مماثلة كزوجين، بما في ذلك النفقة والميراث والوصول إلى الوثائق الطبية والحق في معاش الأرمل/الأرملة. ولكن باستثناء حقوق التبني. في 19 سبتمبر، أعلن الحزب الحاكم، الطريق-الديمقراطي الاجتماعي أنه سيصوت ضد مشروع القانون، والذي تم رفضه في وقت لاحق في تصويت 14 صوتا لصالحه مقابل 94 صوتا ضده.
في أغسطس 2017، وعد نائب رئيس المجلس الوطني لوسيا دوريش نيكولسونوفا عن حزب الحرية والتضامن بإعادة تقديم مشروع قانون بشأن الشراكات المسجلة إلى البرلمان.
في 11 ديسمبر 2017، عقب اجتماع مع ممثلي جمعية «مبادرة الآخرين»، دعا الرئيس أندريه كيسكا لمناقشة حول حقوق الشركاء المثليين. في نفس اليوم، أعاد حزب الحرية والتضامن التأكيد على نيته تقديم مشروع قانون الشراكة المسجلة.
قدم حزب الحرية والتضامن مشروع قانون الشراكة المسجلة إلى المجلس الوطني في يوليو 2018. وبموجب مشروع القانون المقترح، كانت ستكون الشراكات مفتوحة لكل من الشركاء المثليين والشركاء من الجنس الآخر، وكان من شأنها منح الشركاء العديد من الحقوق والمزايا التي يتمتع بها المتزوجون، في مجال الميراث والرعاية الصحية، من بين أمور أخرى. فشل مشروع القانون في سبتمبر 2018، مع تصويت 31 عضوا فقط لصالحه فقط من أصل 150 من المشرعين.

## زواج المثليين
في يناير 2014، أعلنت الحركة الديمقراطية المسيحية أنها ستقدم مشروع قانون لحظر زواج المثليين في الدستور السلوفاكي. في فبراير 2014، قال وزير الثقافة ماريك ماداريتش إن هناك ما يكفي من أعضاء البرلمان من حزب الطريق-الديمقراطي الاجتماعي لصالح الحظر الدستوري ليتم تمريره. قدم 40 من نواب المعارضة مشروع قانون إلى المجلس الوطني لحظر زواج المثليين في الدستور السلوفاكي. قال رئيس الوزراء الاشتراكي الديمقراطي السلوفاكي روبرت فيتسو إن الحزب الحاكم حزب الطريق-الديمقراطي الاجتماعي سيكون مستعدًا لدعم التعديل في مقابل دعم المعارضة لتعديل يدخل تغييرات في النظام القضائي. مر مشروع القانون في قراءته الأولى في تصويت 103 أصوات لصالحه مقابل تصويت 5 ضده (103-5) في مارس 2014. وقد يتسبب التعديل في جعل أئ قوانين مستقبلية تعترف بزواج المثليين غير دستورية. في يونيو 2014، تم إقراره وتوقيعه من قبل الرئيس إيفان غاشباروفيتش، مع تصويت 102 نائباً لصالحه مقابل تصويت 18 نائبا ضده (102-18).

### إستفتاء 2015
في كانون الأول/ديسمبر 2013، أعلنت مجموعة مبادرة مدنية محافظة «التحالف من أجل الأسرة» (بالسلوفاكية: Aliancia za rodinu)‏ أنها ستطالب بتعريف دستوري للزواج بأنه «اتحاد وحيد بين امرأة ورجل». كان القصد من الحلف أن يشرع في إجراء استفتاءات حول عدة قضايا، وطالب بحظر تبني المثليين للأطفال وحظر التربية الجنسية في المدارس. كما اقترحوا عدم مساواة الأنواع الأخرى من المساكنة بالزواج من رجل وامرأة. كما انتقد نشطاء من التحالف الشركة السويدية إيكيا لمجلتها الخاصة بالشركات، والتي تضمنت زوجتين مثليتين تربيان ابنًا.
في أغسطس 2014، جمعت منظمة «التحالف من أجل الأسرة» أكثر من 400,000 توقيع على التماس لإجراء استفتاء على 4 أسئلة:
1. هل توافق على أنه لا يمكن أن يسمى أي تعايش آخر بين أشخاص غير الاتحاد بين رجل وامرأة واحدة بالزواج؟
2. هل توافق على أنه لا ينبغي السماح للشركاء أو الجماعات المثلية بتبني الأطفال وبالتالي تربيتهم؟
3. هل توافق على أنه لا يجب منح أي تعايش آخر مع أشخاص آخرين غير الزواج حماية خاصة وحقوق وواجبات معينة تمنحها القواعد التشريعية اعتبارًا من 1 مارس 2014 للزواج والمتزوجين فقط (اعترافًا أساسيًا أو تسجيل أو كحياة عائلية أمام سلطة عامة، وإمكانية تبني طفل من قبل الزوج الآخر لأبيه)؟
4. هل توافق على أن المدارس لا يمكن أن تطلب من الأطفال المشاركة في التعليم المتعلق بالسلوك الجنسي أو القتل الرحيم إذا كان آباؤهم أو الأطفال أنفسهم لا يتفقون مع محتوى التعليم؟
طلب الرئيس آندريه كيسكا من المحكمة الدستورية أن تنظر في الأسئلة المقترحة. في أكتوبر 2014، حكمت المحكمة الدستورية بأن السؤال الثالث غير دستوري.
تم إجراء استفتاء حول الأسئلة الثلاثة الأخرى في 7 فبراير 2015. تمت الموافقة على المقترحات الثلاثة، ولكن تم إعلان الاستفتاء باطلا بسبب عدم كفاية الإقبال على التصويت (21.07%). من شروط صحة الاستفتاء أن تكون نسبة المشاركة 50%. نصحت المعارضة، بما في ذلك النشطاء المثليون، الناخبين بمقاطعة الاستفتاء.

### حكم محكمة العدل الأوروبية
في 5 يونيو 2018، حكمت محكمة العدل الأوروبية لصالح زوجين مثليين أمريكي-روماني سعوا إلى الاعتراف بزواجهم في رومانيا حتى يتسنى للشريك الأمريكي الإقامة في البلاد. قضت المحكمة بأن الدول الأعضاء في الاتحاد الأوروبي قد تختار ما إذا كانت ستسمح بزواج المثليين أم لا، لكنهم لا يستطيعون عرقلة حرية إقامة مواطن أوروبي وزوجه. وعلاوة على ذلك، قضت المحكمة بأن مصطلح «الزوج» محايد من حيث الجنس، وأنه لا يعني بالضرورة وجود شخص مغاير. ويتمتع الأزواج المثليون الذين يقيمون في سلوفاكيا والذين تزوجوا في الدول الأعضاء التي أجازت زواج المثليين، وحيث يكون أحد الشركاء مواطناً في الاتحاد الأوروبي بحقوق الإقامة الكاملة نتيجة للحكم. أعلنت وزارة الداخلية السلوفاكية سريعاً الامتثال الفوري للحكم.
وفي حين حظي هذا الحكم بالترحاب من جانب المؤسسة الدولية للمثليين والمثليات ومزدوجي التوجه الجنسي والمتحولين جنسيا وثنائيي الجنس وغيرها من جماعات حقوق الإنسان، فقد أدانته الكنيسة الكاثوليكية في سلوفاكيا.

## الرأي العام
تحول الرأي العام في سلوفاكيا في السنوات القليلة الماضية، وأصبح أكثر تقبلا لمنح الحقوق للشركاء المثليين. ووفقًا لاستطلاع أجري في عام 2009، أيد 45% من المستجيبين الشراكات المسجلة المثلية، وعارضها 41%، وكان 14% غير متأكدين. كان الدعم لحقوق محددة أعلى، حيث أيد 56% حق الشركاء المثليين في الملكية الخاصة، و 72% للوصول إلى المعلومات الطبية عن شريكهم، و 71% يؤيدون الحق في إجازة الأرمل.
| نسبة تأييد السلوفاك لحقوق المثليين                           | 2008    | 2008   | 2009    | 2009   | 2012    | 2012   | 2015    | 2015   | 2016    | 2016   | 2017    | 2017   |
| نسبة تأييد السلوفاك لحقوق المثليين                           | نعم [%] | لا [%] | نعم [%] | لا [%] | نعم [%] | لا [%] | نعم [%] | لا [%] | نعم [%] | لا [%] | نعم [%] | لا [%] |
| ------------------------------------------------------------ | ------- | ------ | ------- | ------ | ------- | ------ | ------- | ------ | ------- | ------ | ------- | ------ |
| "الشراكات المسجلة المثلية"                                   | 42      | 44.8   | 45      | 41     | 47      | 38     | 50.4    | 34.7   | 40.4    | 55.8   | -       | -      |
| "واجب الصيانة المتبادلة بين الشركاء"                         | 47.3    | 32.3   | 51      | 29     | 50      | 31     | -       | -      | -       | -      | -       | -      |
| "الحق في المزايا الضريبية"                                   | 40.7    | 43     | 43      | 39     | 45      | 38     | -       | -      | -       | -      | -       | -      |
| "الحق في المعاش الزوجي للشريك المتوفى"                       | 45.2    | 36.9   | 45      | 37     | 48      | 36     | -       | -      | -       | -      | -       | -      |
| "الوصول إلى المعلومات حول الحالة الطبية للشريك"              | 64.2    | 21     | 72      | 16     | 75      | 15     | -       | -      | -       | -      | -       | -      |
| "الحق في الإجازة الشهرية إذا كان الشريك يتطلب مرافقة للطبيب" | 54.1    | -      | 57      | -      | 58      | -      | -       | -      | -       | -      | -       | -      |
| "الحق في إجازة الفجيعة"                                      | 69.4    | -      | 71      | -      | 73      | -      | -       | -      | -       | -      | -       | -      |
| "الحق في الميراث المتبادل"                                   | 58.1    | -      | 56      | -      | 60      | -      | -       | -      | -       | -      | -       | -      |
| "إمكانية إنشاء ملكية مشتركة غير مقسمة"                       | 54.5    | -      | 56      | -      | 57      | -      | -       | -      | -       | -      | -       | -      |
| "الحق في استحقاق التمريض أثناء رعاية الشريك المريض"          | 57.5    | -      | 61      | -      | 61      | -      | -       | -      | -       | -      | -       | -      |
| "زواج المثليين"                                              | -       | -      | -       | -      | -       | -      | 24      | 69     | 27.3    | 68.7   | 47      | 47     |
| "تبني المثليين للأطفال"                                      | -       | -      | -       | -      | -       | -      | -       | -      | 20.3    | 74.8   | -       | -      |

ومع ذلك، لا يزال دعم زواج المثليين منخفضًا مقارنةً بالدول الأخرى الأعضاء في الاتحاد الأوروبي. وجد استطلاع يوروباروميتر لعام 2015 أن 24% من السلوفاك يؤيدون زواج المثليين، وهو رابع أدنى معدل بين الدول الأعضاء في الاتحاد الأوروبي إلى جانب ليتوانيا. كان الدعم على مستوى الاتحاد الأوروبي 61%.
ووفقًا لاستطلاع أجراه مركز بيو للأبحاث عام 2017، فإن 47% من السلوفاك يؤيدون زواج المثليين، بينما يعارض 47% منهم و 6% لم يقرروا. كانت نسبة معارضة زواج المثليين 42% من قبل من هم في الفئة العمرية مابين 18-34.